# Moody's
Moody's Corporation, muitas vezes referida como Moody's, é uma empresa americana de serviços financeiros e de negócios. É a holding da Moody's Investors Service (MIS), uma agência de classificação de crédito americana, e da Moody's Analytics (MA), uma fornecedora americana de software e serviços de análise financeira.
A Moody's foi fundada por John Moody em 1909 para produzir manuais de estatísticas relacionadas a ações e títulos e classificações de títulos. A Moody's foi adquirida pela Dun & Bradstreet em 1962. Em 2000, a Dun & Bradstreet separou a Moody's Corporation como uma empresa separada listada na NYSE pela MCO. Em 2007, a Moody's Corporation foi dividida em duas divisões operacionais, a Moody's Investors Service, a agência de classificação e a Moody's Analytics, com todos os seus outros produtos.

## História da Moody's
A Moody's Corporation remonta sua história a duas editoras estabelecidas por John Moody, o inventor dos classificação de crédito de títulos modernos. Foi publicado pela primeira vez em 1900 por John Moody, nove anos antes de ele fundar a Moody's Corporation. Inicialmente chamado Moody's Manual of Industrial and Miscellaneous Securities, mais tarde foi substituído pelo Moody's Manual of Railroads and Corporation Securities, depois pela Moody's Analyse of Investments.
Em 1900, Moody publicou sua primeira avaliação de mercado, chamada Moody's Manual of Industrial and Miscellaneous Securities, e estabeleceu a John Moody & Company. A publicação forneceu estatísticas detalhadas sobre ações e títulos de instituições financeiras, agências governamentais, manufatura, mineração, serviços públicos e empresas de alimentos. A empresa obteve sucesso inicial, vendendo sua primeira tiragem nos primeiros dois meses.
Em 1903, o Moody's Manual era uma publicação reconhecida nacionalmente. A crise financeira de 1907 alimentou várias mudanças nos mercados, incluindo a criação do Federal Reserve System. Enquanto isso, Moody foi forçado a vender seus negócios, devido à falta de capital. Moody retornou em 1909 com uma nova publicação focada apenas em títulos ferroviários, Analysis of Railroad Investments, e uma nova empresa, Moody's Analyzes Publishing Company.
Em 1962, o Moody's Investors Service foi comprado pela Dun & Bradstreet, uma empresa envolvida no campo relacionado de relatórios de crédito, embora eles continuassem operando em grande parte como empresas independentes. No final dos anos 90, o desempenho superior da Moody's em comparação com sua controladora pressionou os investidores a separar os negócios. Em dezembro de 1999, a Dun & Bradstreet anunciou que cindiria a Moody's Investors Service em outra empresa de capital aberto. A cisão foi concluída em 30 de setembro de 2000.

## Moody's Investors Service
O Moody's Investors Service é o negócio de classificação de crédito de títulos da Moody's Corporation, representando a linha de negócios tradicional da empresa e seu nome histórico. O Moody's Investors Service classifica títulos de dívida em vários segmentos de mercado relacionados a títulos públicos e comerciais no mercado de títulos. Isso inclui títulos governamentais, municipais e corporativos; investimentos gerenciados, como fundos do mercado monetário, fundos de renda fixa e fundos de cobertura; instituições financeiras, incluindo bancos e empresas financeiras não bancárias; e classes de ativos em finanças estruturadas.
Os concorrentes mais próximos da Moody's Investors Service são a Standard & Poor's (S&P) e o Fitch Group. Juntas, às vezes são chamadas de Três Grandes agências de classificação de crédito. O Moody's Investors Service e seus concorrentes próximos desempenham um papel fundamental no mercado de capitais global como um fornecedor de análise de crédito suplementar para bancos e outras instituições financeiras na avaliação do risco de crédito de determinados títulos.
De acordo com a Moody's, o objetivo de suas classificações é "fornecer aos investidores um sistema simples de gradação pelo qual a credibilidade futura futura dos títulos possa ser avaliada". Para cada um de suas classificações de Aa a Caa, a Moody's acrescenta modificadores numéricos 1, 2 e 3; quanto menor o número, maior a classificação. Aaa, Ca e C não são modificados dessa maneira.

## Moody's Analytics
A Moody's Analytics é uma subsidiária da Moody's Corporation criada em 2007 para se concentrar em atividades que não são de classificação. Realiza pesquisas econômicas relacionadas à análise de crédito, gestão de desempenho, modelagem financeira, análise estruturada e gestão de risco financeiro. A Moody's Analytics também oferece serviços de software e consultoria, incluindo modelos econômicos e ferramentas de software proprietárias, além de treinamento profissional para o setor de serviços financeiros, principalmente acreditação em gerenciamento de riscos.
A Moody's Analytics começou em 1995 como uma unidade de negócios que fornece serviços de análise quantitativa, incluindo software e serviços de avaliação de risco de crédito, chamada Moody's Risk Management Service (MRMS), e cresceu por meio de parcerias e aquisições no final dos anos 90 e 2000, expandindo sua base de clientes e recursos. As aquisições incluíram KMV, Economy.com, Wall Street Analytics, Fermat International, Enb Consulting Ltd., Instituto de Padrões e Qualificações de Risco (iRSQ), CSI Global Education Inc. e Bureau van Dijk.

## The Moody's Foundation
Em 2002, a Moody's Corporation criou um programa de filantropia corporativa, The Moody's Foundation, focado em iniciativas educacionais em matemática, economia e finanças. A organização oferece subsídios para 501(c)(3) organizações internacionais sem fins lucrativos e equivalentes, escolas credenciadas e algumas organizações governamentais.
Desde 2006, seu principal programa é o anual Mega Desafio de Matemática da Moody's (M3 Challenge), um desafio acadêmico para estudantes co-patrocinado pela Sociedade de Matemática Industrial e Aplicada (SIAM), na qual várias centenas de equipes de estudantes do ensino médio use análise e modelagem quantitativa para resolver problemas relacionados a tópicos financeiros da vida real, como Previdência Social e Lei de Estímulo Econômico de 2008. Desde 2010.

## Moody's Research Labs
O Moody's Research Labs, Inc. era uma incubadora de negócios focada em pesquisa e desenvolvimento, especializada em modelagem e análise de risco financeiro, focada no desenvolvimento de produtos para uso por outras divisões da Moody's Corporation. Seu presidente era Roger Stein. Em março de 2011, a Moody's Analytics anunciou o lançamento de um programa de software desenvolvido pelo Moody's Research Labs, o Mortgage Portfolio Analyzer, para auxiliar os gerentes de portfólio no gerenciamento de risco de crédito. O Moody's Research Labs foi dissolvido em fevereiro de 2012.

## Acordos judiciais
- Outubro de 2011 — A Moody's chegou a um acordo resolvendo reivindicações do estado de Connecticut de que a empresa de classificação de crédito atribuía injustamente classificações mais baixas aos títulos públicos.[28]
- Julho de 2012 — A Moody's informou que chegou a um acordo com os acionistas em ações movidas sobre classificações financeiras estruturadas.[29]
- Abril de 2013 — A Moody's chegou a um acordo evitando o que teria sido o primeiro julgamento do júri sobre as classificações da era da crise. Os quatorze demandantes foram liderados pelo Abu Dhabi Commercial Bank e pelo Condado de King, Washington. Eles alegaram ações movidas em 2008 e 2009, que a Moody's os enganou ao alegadamente aumentar as classificações em dois veículos de investimento estruturado que eles compraram.[30]

## Aquisições
Em 2019, a Moody's Corporation comprou a participação majoritária na empresa de dados de risco climático da Califórnia, Four Twenty Seven (427), que "mede os riscos físicos" das "mudanças climáticas". Esta aquisição é a "última indicação de que o aquecimento global pode ameaçar a credibilidade de governos e empresas" globalmente, de acordo com um artigo de 25 de julho de 2019 no The New York Times.